# Tecciztecatl

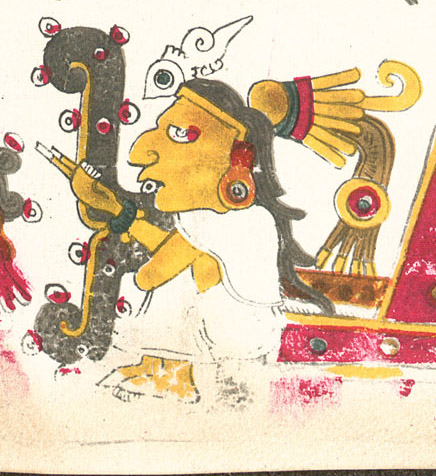
Tecciztecatl im Codex Borgia

Tecciztecatl (auch Tecuciztecal oder Tecuciztecatl) war in der aztekischen Mythologie der Gott des Mondes, dessen männlichen Aspekt er repräsentierte. Er galt als Sohn Tlalocs und Chalchiuhtlicues. Auf Nahuatl bedeutet sein Name Gott des alten Mondes. Er wurde aber auch Der aus dem Land des Meeresschneckengehäuses genannt.

## Aussehen
Tecciztecatl wird oft mit einer großen weißen Muschel auf dem Rücken dargestellt, die den Mond symbolisiert. Zuweilen hat er Schmetterlingsflügel.

## Schöpfungsmythos
Im aztekischen Schöpfungsmythos spielte Tecciztecatl eine wichtige Rolle. Gemäß der Leyenda de los soles und des Codex Florentinus war Teotihuacán, 40 Kilometer nördlich von Tenochtitlán, der Ort des Zeitenbeginns, wo die Götter überlegten, wer von ihnen den Tag und wer die Nacht beleuchten solle. Es meldete sich der hochmütige Tecciztecatl. Die Götter benannten aber noch einen zweiten Kandidaten: den bescheidenen Nanahuatzin. Der Wettkampf der beiden Kandidaten bestand darin, nach Tagen der Buß- und Fastenübung, in einen Scheiterhaufen zu springen und sich darin zu opfern. Während Tecciztecatl seinen Scheiterhaufen mit erlesenen Materialien beschickte, waren die Opfergaben Nanahuatzins zunächst bescheiden. Als die Götter beide schließlich auffordern, selbst ins Feuer zu springen, zögert Tecciztecatl jedoch vier Mal, während sein Konkurrent ohne Rücksicht auf sich selbst ins Feuer ging.
Nanahuatzin, alles wagend … härtete sein Herz … Er hatte keine Furcht, er blieb nicht stehen … Darauf brannte er; sein Leib prasselte und zischte.
Erst als Tecciztecatl die Heldentat seines Konkurrenten sah, fasste auch er sich ein Herz und sprang. Doch um Sonnengott zu werden, war das zu spät. Nachdem beide verbrannt waren, erschien Nanahuatzin zum Sonnengott Tonatiuh mutiert am östlichen Himmel und beherrscht seitdem das Zeitalter der Fünften Sonne. Für Tecciztecatl blieb nur die Rolle eines Mondgottes übrig. Da die Götter nämlich fürchteten, dass zwei Sonnen die Erde verbrennen könnten, warf einer von ihnen Tecciztecatl ein Kaninchen ins Gesicht, was seine Leuchtkraft auf das Niveau des Mondes senkte. Tecciztecatl verwandelte sich in den Mondgott Metztli.